# Baculentulus changchunensis
Baculentulus changchunensis är en urinsektsart som beskrevs av Wu och Yin 2008. Baculentulus changchunensis ingår i släktet Baculentulus och familjen lönntrevfotingar. Inga underarter finns listade.